# Alex Geijo
Alexandre Geijo Pazos (Ginebra, Suiza, 11 de marzo de 1982), conocido como Álex Geijo, es un exfutbolista español de origen suizo.

## Trayectoria
Nacido en Suiza hijo de emigrantes españoles, Geijo inició su carrera profesional en el Neuchâtel Xamax FC de la Super Liga Suiza, de donde pasó al Málaga "B". con el que consiguió el ascenso a Segunda en la temporada 2002-2003. A partir de entonces
fue convocado esporádicamente por el primer equipo malaguista, en el que finalmente conseguiría ficha en 2004. Es el actual máximo goleador en la historia del Málaga "B" en Segunda División con 15 goles en dos temporadas.
Tras una temporada sin apenas jugar, en el año 2005 fichó por el Xerez Club Deportivo, en el que permaneció hasta el 2007, momento en el cual es traspasado al Levante Unión Deportiva. En la temporada 2008/2009, Geijo se convierte en capitán del club levantinista. Esa misma temporada, sufre una rotura de peroné que le deja sin jugar durante la mitad de la misma, tras una mala caída en un entrenamiento; en ese momento llevaba 10 goles en 20 partidos.
Al finalizar la temporada, el entrenador del Hércules Club de Fútbol, Esteban Vigo, afirmó que Geijo era uno de los mejores jugadores de la segunda división, asegurando que Abel Aguilar y él eran el equivalente de Kaká y Cristiano Ronaldo de la división de plata.
El 28 de julio de 2009 su club llegó a un acuerdo para el traspaso del jugador con el Racing de Santander. El 29 de julio superó el reconocimiento médico. Debutó en partido oficial con el Racing de Santander el día 30 de agosto de 2009 contra el Getafe Club de Fútbol en el Sardinero.
Marcó su primer gol con la camiseta verdiblanca el 6 de enero de 2010 en el partido de ida de la Copa del Rey frente al AD Alcorcón en el Estadio Santo Domingo y su primer gol en Liga con este equipo llegaría el 24 de enero de 2010, ante el Sporting en el Molinón. Pocos días después firma por el Udinese Calcio.
El 8 de julio de 2010 se confirma su cesión por una temporada al Granada Club de Fútbol. El 13 de noviembre de 2010 partido de Liga Adelante Granada CF vs FC Barcelona B, consigue su récord de anotación en un partido logrando 4 goles. Esa temporada, el equipo andaluz asciende a la máxima categoría del fútbol español.
El 2 de septiembre de 2013 pasa el reconocimiento médico del Deportivo de La Coruña con intención de incorporarse a la disciplina del conjunto gallego en Segunda División. Finalmente, los administradores concursales a cargo de la gestión financiera del Deportivo rechazaron su fichaje, debido a que su ficha era "inasumible".
El mismo día que pasa la prueba médica con el Deportivo, se anuncia su cesión al RCD Mallorca por una temporada.
Actualmente milita desde 2014 en el Udinese Calcio en la Serie A de la Liga Italiana.

## Clubes
| Club                               | País       | Temporada | Encuentros disputados | Goles |
| ---------------------------------- | ---------- | --------- | --------------------- | ----- |
| Neuchâtel Xamax                    | Suiza      | 2000-2001 | 11                    | 1     |
| Málaga "B"                         | España     | 2001-2002 | 31                    | 19    |
| Málaga "B"                         | España     | 2002-2003 | 28                    | 17    |
| Málaga Club de Fútbol              | España     | 2002-2003 | 1                     | 0     |
| Málaga "B"                         | España     | 2003-2004 | 41                    | 12    |
| Málaga Club de Fútbol              | España     | 2003-2004 | 1                     | 0     |
| Málaga "B"                         | España     | 2004-2005 | 22                    | 3     |
| Málaga Club de Fútbol              | España     | 2004-2005 | 13                    | 0     |
| Xerez Club Deportivo               | España     | 2005-2006 | 39                    | 13    |
| Xerez Club Deportivo               | España     | 2006-2007 | 32                    | 7     |
| Levante Unión Deportiva            | España     | 2007-2008 | 32                    | 5     |
| Levante Unión Deportiva            | España     | 2008-2009 | 21                    | 10    |
| Racing de Santander                | España     | 2009-2010 | 19                    | 1     |
| Udinese Calcio                     | Italia     | 2009-2010 | 4                     | 0     |
| Granada Club de Fútbol             | España     | 2010-2011 | 38                    | 26    |
| Granada Club de Fútbol             | España     | 2011-2012 | 26                    | 4     |
| Watford Football Club              | Inglaterra | 2012-2013 | 20                    | 2     |
| RCD Mallorca                       | España     | 2013-2014 | 28                    | 1     |
| Udinese Calcio                     | Italia     | 2014-2015 |                       |       |
| Brescia Calcio                     | Italia     | 2015-2016 |                       |       |
| Venezia Football Club              | Italia     | 2016-2019 |                       |       |
| Atlético Sanluqueño Club de Fútbol | España     | 2019-     |                       |       |